# Peltacanthina annulifemur
Peltacanthina annulifemur är en tvåvingeart som beskrevs av Günther Enderlein 1924. Peltacanthina annulifemur ingår i släktet Peltacanthina och familjen bredmunsflugor.
Artens utbredningsområde är Kenya. Inga underarter finns listade i Catalogue of Life.